# Hoplosphyrum boreale
Hoplosphyrum boreale är en insektsart som först beskrevs av Scudder, S.H. 1902.  Hoplosphyrum boreale ingår i släktet Hoplosphyrum och familjen Mogoplistidae. Inga underarter finns listade i Catalogue of Life.